# Diablo II: Resurrected
Diablo II: Resurrected ist ein am 23. September 2021 erschienenes Action-Rollenspiel, welches von Blizzard Entertainment und Vicarious Visions entwickelt und von Blizzard Entertainment veröffentlicht wurde. Das Spiel ist eine Neuauflage von Diablo II (2000) und dessen Erweiterung Lord of Destruction (2001).
Es ist zeitgleich für Microsoft Windows, Nintendo Switch, PlayStation 4, PlayStation 5, Xbox One und Xbox Series erschienen.

## Gameplay
Der wesentliche Inhalt, die Kern-Mechaniken und das Balancing des Spiels sind mit dem ursprünglichen Diablo II aus dem Jahr 2000 identisch. Über die 2D-Sprite-Grafiken des Originals wurde eine 3D-Grafik mit bis zu einer 4K-Auflösung (2160p) gelegt. Es kann zwischen der alten 2D und der neuen 3D-Grafik auf Knopfdruck umgeschaltet werden. Auch die Grafik-Effekte wurden angepasst und sind entsprechend aufwendiger.
Zusätzlich verändert wurde auch das Benutzerinterface und vereinzelt sogenannte „Quality of Life“-Funktionen. Zum Beispiel sammelt der Charakter nun auf dem Boden liegendes Gold auf, indem er darüber läuft – im Original musste das Aufheben des Goldes dagegen mit einem Mausklick initiiert werden. Eine weitere Änderung dieser Art ist die überarbeitete Beutetruhe, in der die Spieler die gefundenen Gegenstände ihres Charakters lagern. Diese ist nun eine sogenannte „geteilte“ Beutetruhe („shared stash“), welche die Gegenstände aller Charaktere eines Spielers und dessen Accounts beinhaltet und nicht nur für einen Charakter zugänglich ist. Die Größe der Beutetruhe wurde ebenfalls erweitert, so dass nun mehr Gegenstände darin Platz finden als im Original.
Im Gegensatz zum originalen Diablo II ist es in der Neuauflage möglich, seine Spiel-Charaktere plattformübergreifend zu spielen. Das ermöglicht es zum Beispiel, einen auf der Xbox erstellten und gespielten Charakter auf der Playstation weiterzuführen, samt seiner Ausrüstung, des Level Fortschritts und des Fortschritts bei den Quests und der Story. Es ist also „Cross-Progression“ möglich. Crossplay, gemeinsames, zeitgleiches Spielen mehrerer Spieler auf unterschiedlichen Plattformen in ein und derselben Spiele-Session, ist dagegen nicht möglich.

## Entwicklung
Diablo II: Resurrected hat bereits im April 2021 eine Alpha-Testphase für den Einzelspieler-Modus durchlaufen, nach welcher Blizzard diverse Änderungen basierend auf dem Community-Feedback umsetzte. Im August 2021 erfolgte die offene Mehrspieler-Betaphase. Der Vorverkauf des Spiels ist bereits angelaufen und Blizzard hat angekündigt, den Käufern im Vorverkauf einen Frühzugang zur anstehenden offenen Betaphase zu gewähren.

## Rezeption
Diablo II: Resurrected hat international gute Bewertungen erhalten. Die Rezensionsdatenbank Metacritic aggregiert beispielsweise für die PC-Version 33 Rezensionen zu einem Mittelwert von 80.